# Tony Fisher
Tony Fisher, né en 1927 à Barnt Green (Worcestershire) et décédé le 01 Juin 2009, est un ancien pilote automobile britannique de rallyes et de courses de côte.

## Biographie
Ingénieur de formation, il débuta les compétitions automobiles en 1949.
Il obtint le titre de RAC British Rally Champion à deux reprises, et également celui de BTRDA Gold Star champion, les trois fois avec Brian Melia sur une Mini (de couleur verte).
Il pratiqua des courses de côte jusqu'à près de 80 ans, et fut vice-président du Hagley and District Light Car Club (son épouse, avec laquelle il passa sa lune de miel lors du rallye des Tulipes en 1961, étant alors trésorière).
Il est le second double vainqueur du championnat britannique des rallyes (version RAC, devenue l'actuel BRC), immédiatement après les deux sacres de Bill Bengry.

## Palmarès

### Titres
- Double Champion d'Angleterre des rallyes consécutivement, en 1962 et 1963, sur Mini Cooper avec pour copilote son compatriote Brian Melia.

### Victoires notables
- Rallye Express & Star (futur rallye international Bulldog), en 1958 (1re édition, sur Austin A35) et 1963;
- Rallye Audi Sport, en 1958 (copilote Jim Thomas, 1re édition[2]) et 1963 (copilote Brian Melia).

## Distinction
- Roll of Honour Rally North Walles: 1963 (avec son copilote).